# エリコン 20 mm 機関砲
エリコン 20 mm 機関砲（英語: Oerlikon 20 mm cannon）は、エリコン社が開発・製造する20mm口径の機関砲。

## ブローバック作動方式
第一次世界大戦末期のドイツ国では、装甲を強化した爆撃機との交戦を想定して従来よりも大口径・強力な機関砲を求めており、これに応じて開発された機関砲の一つがベッカー20mm機関砲であった。これは1914年にクレーフェルト在住のラインホルト・ベッカーが特許を申請した設計に基づいており、砲弾の規格は20mm×70RB、自動機構にAPI（Advanced Primer Ignition）ブローバック方式を採用し、大戦末期に航空機関砲および対空機関砲として実戦投入された。
大戦後、ヴェルサイユ条約の軍備制限によってドイツでの兵器開発が制限されると、ベッカーはスイスの自動車関連企業であるSEMAG（Seebach Maschinenbau Aktien Gesellschaft）と接触し、機関砲の開発を継続した。この際には、存在しないことになっているドイツ造兵局がスポンサーとなっており、将来の再軍備に備えて、中立国においてドイツ資本で兵器開発を行うことを目的としたものと考えられている。1921年には、弾薬を20mm×99/100RBに変更するとともに、砲身を40口径長から60口径長に延長して高初速化を図った改良型が発表され、SEMAG歩兵砲と称された。
SEMAG社の経営破綻を受けて、1924年より、同国のエリコン社が本砲の設計を引き継いだ。エリコン社は、オリジナルのベッカーの設計とSEMAGによる設計とともに、1927年には弾薬を20mm×110RBに変更するとともに砲身を70口径長に延長したタイプをラインナップに加え、それぞれタイプF、タイプL、タイプSと称した。1930年にはタイプFとタイプLを元にした航空機関砲モデルとしてAFおよびALが発表されたのち、1935年には3タイプそれぞれを元にした航空機関砲モデルが市場に投入され、それぞれFFF、FFL、FFSと称されたが、FFFについては、通常は単にFFと称された。FF（flügelfest）の名の通り、いずれも翼内砲としての装備を想定したものであった。
1938年には、FFSを元にした対空機関砲モデルとしてSSが発表され、イギリス海軍・アメリカ海軍の艦載機関砲として広く用いられた。またイギリス陸軍でもエリコン SSを採用したほか、ドイツの侵攻を受けてイギリスに亡命していたポーランドの銃器技術者たちは、侵攻前からの研究を踏まえて、エリコンSSをもとに製造方法を改訂して軽量化したポールステン (Polsten) 機関砲を開発した。このほか、APIブローバックの原理を用いた対戦車ライフルとして、エリコン SSGも発表されている。
エリコン社以外による派生型としては、ドイツ国防軍がFFを元にしたMG FFを一時期用いたものの、改良にはあまり熱心でなく、比較的早期に代替された。一方、ドイツ国外においては、大日本帝国陸軍がLを元にした九四式旋回機関砲を採用した。また、大日本帝国海軍がFFを元にしたモデルを九九式二十粍一号機銃、FFLを元にしたモデルを九九式二十粍二号機銃としてそれぞれ採用した。

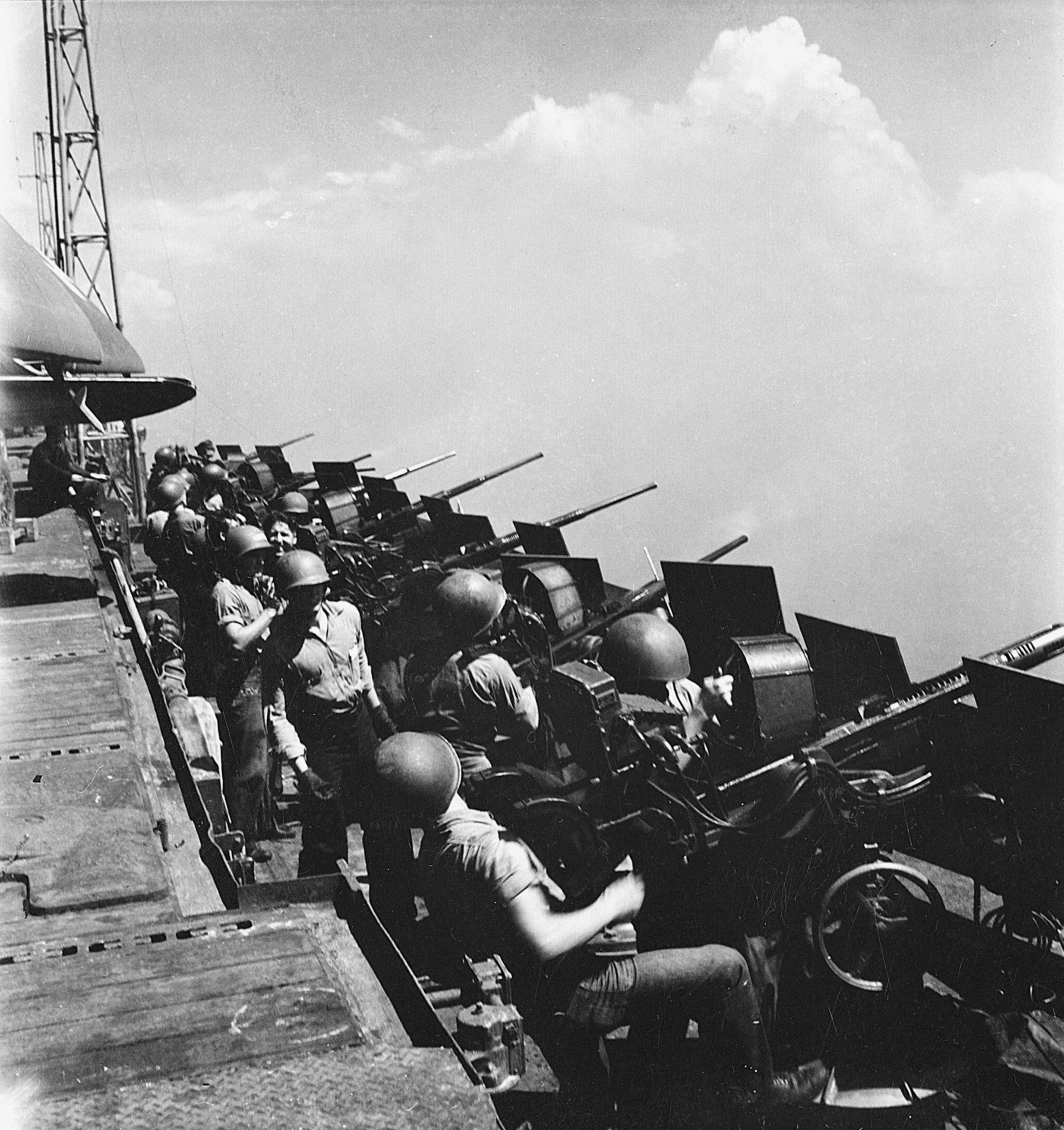
アメリカ海軍の航空母艦「ホーネットII」の舷側に、特攻機を迎え撃つべく増設されたMk.IV（エリコンSS）の砲列
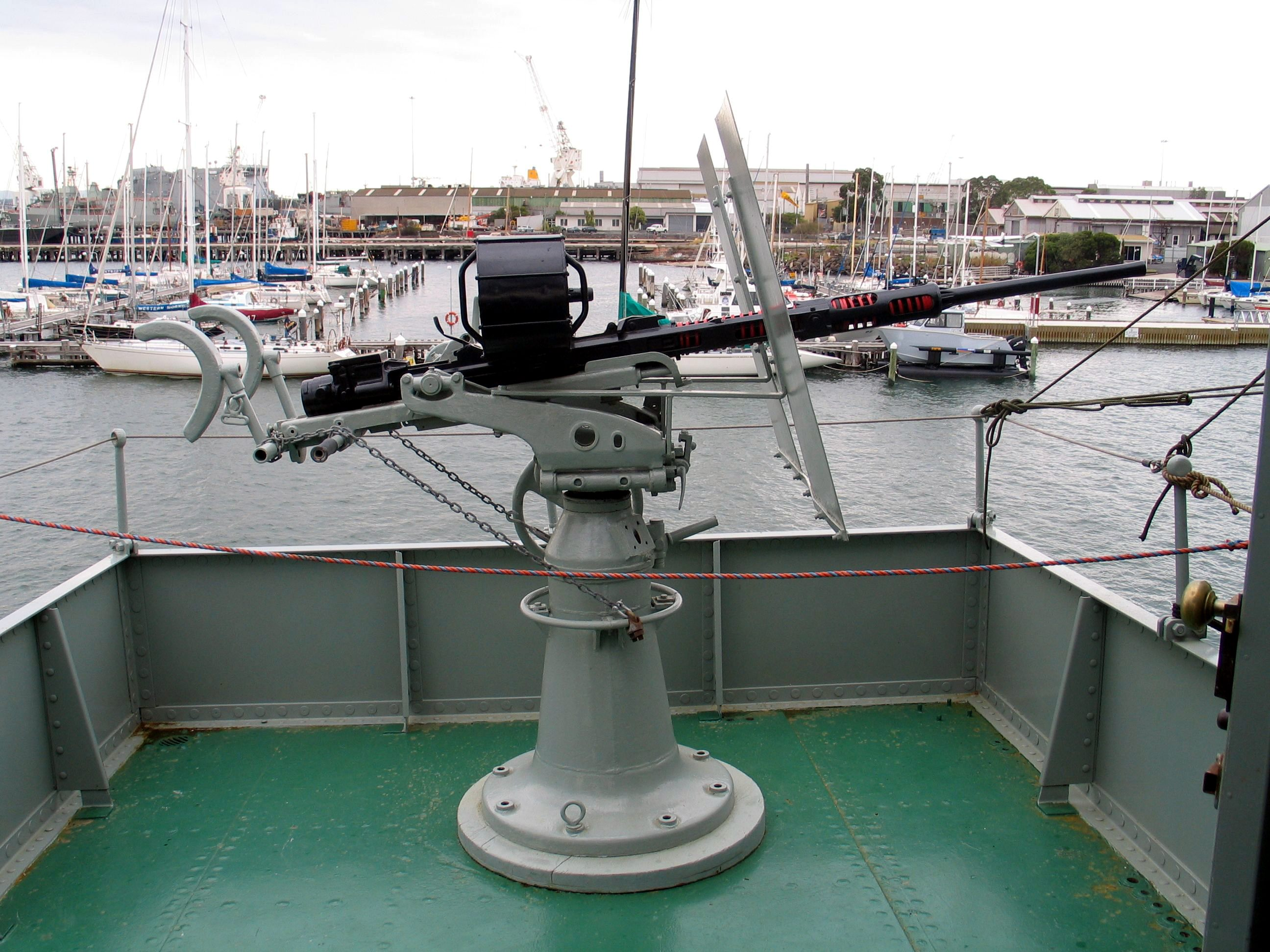
戦後のイギリス軍艦艇に搭載されたエリコンSSのライセンス生産型

### 諸元・性能
|          | FF              | AL                | SS                |
| -------- | --------------- | ----------------- | ----------------- |
| 弾薬     | 20mm×72RB       | 20mm×99/101RB     | 20mm×110RB        |
| 砲身長   | 760 mm (38口径) | 1,200 mm (60口径) | 1,400 mm (70口径) |
| 砲口初速 | 600 m/秒        | 750 m/秒          | 835-870 m/秒      |
| 発射速度 | 520発/分        | 500発/分          | 470発/分          |
| 重量     | 25 kg           | 30 kg             | 62 kg             |

## ガス圧作動方式
上記のようなブローバック作動方式の20mm機関砲は第二次世界大戦で活躍したものの、エリコン社では、この方式のままでは更なる発展、特に発射速度の向上は期待できないと判断した。このことから、戦後にSSの後継として開発された204-GKと5TGでは、いずれも自動機構にガス圧作動方式を採用した。また弾薬の規格も、1943年に開発された20mm×128弾に変更されている。
一方、エリコン社のライバルにあたるイスパノ・スイザ社は、HS.404において既にブローバック式にガス圧式を併用した作動方式を採用しており、同社のスイス支社はこれをもとにしたHS.804を開発して、大戦後にも売上げていた。そしてこれを元に、新開発の20mm×139弾を用いる発展型として開発されたのがHS.820であった。
その後、1971年にイスパノ・スイザ社の銃砲部門がエリコン社の傘下に入ることになると、ラインナップが整理されて、204-GKはKAA、5TGはKAB、HS.820はKADとなった。

### 諸元・性能
|          | 204-GK (KAA)      | 5TG (KAB)          | HS.820 (KAD)      |
| -------- | ----------------- | ------------------ | ----------------- |
| 使用弾薬 | 20×128mm弾        | 20×128mm弾         | 20×139mm弾        |
| 砲身長   | 1,700 mm (85口径) | 2,400 mm (120口径) | 1,700 mm (85口径) |
| 砲口初速 | 1,050 m/秒        | 1,130 m/秒         | 1,000 m/秒        |
| 発射速度 | 1,000発/分        | 1,000発/分         | 1,000発/分        |
| 重量     | 70 kg             | 95 kg              | 51 kg             |